# Aquatinte
L'aquatinte ou aquateinte est un procédé de gravure à l'eau-forte. Ce procédé consiste à saupoudrer une plaque de métal d'une couche de poudre de résine protectrice (colophane ou bitume) plus ou moins dense. La plaque est alors chauffée avant d'être plongée dans un bassin d'acide. L'utilisation de fines particules de résine permet d'obtenir une surface composée de points plutôt que de traits par lesquels on obtient différentes tonalités de couleur.

## Technique

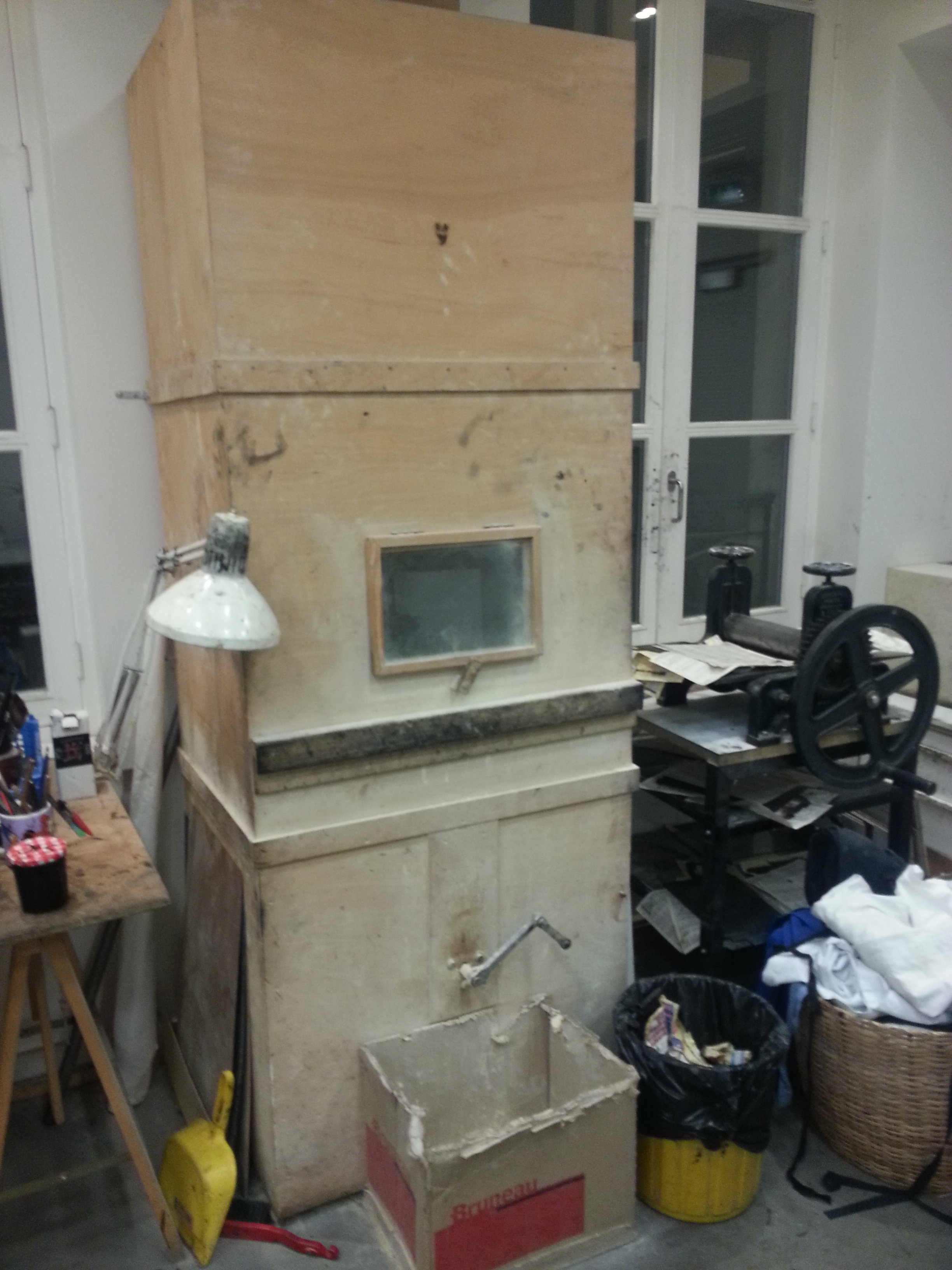
Boîte à aquatinte.

La planche est d'abord poncée, puis décapée. Le dos de la plaque et les tranches sont soigneusement protégés par un film plastique auto-collant ou par du vernis pour gravure.
La plaque est recouverte de poudre de résine, par passage dans une boîte spécialisée : la plaque est mise à plat dans la boîte et la porte est refermée. Un dispositif permet de mettre la poudre de résine en suspension dans l'air et on laisse la résine se déposer pendant quelques minutes, suivant la densité souhaitée.
La plaque est sortie de la boîte avec précaution (attention aux courants d'air) et passée sur une source de chaleur afin de faire fondre la poudre de résine.
Il est également possible de déposer la résine à l'aide d'une poupée de tissu poreuse remplie de poudre de résine. Dans ce cas, le dépôt est moins régulier et les grains seront déposés de façon plus compacte.

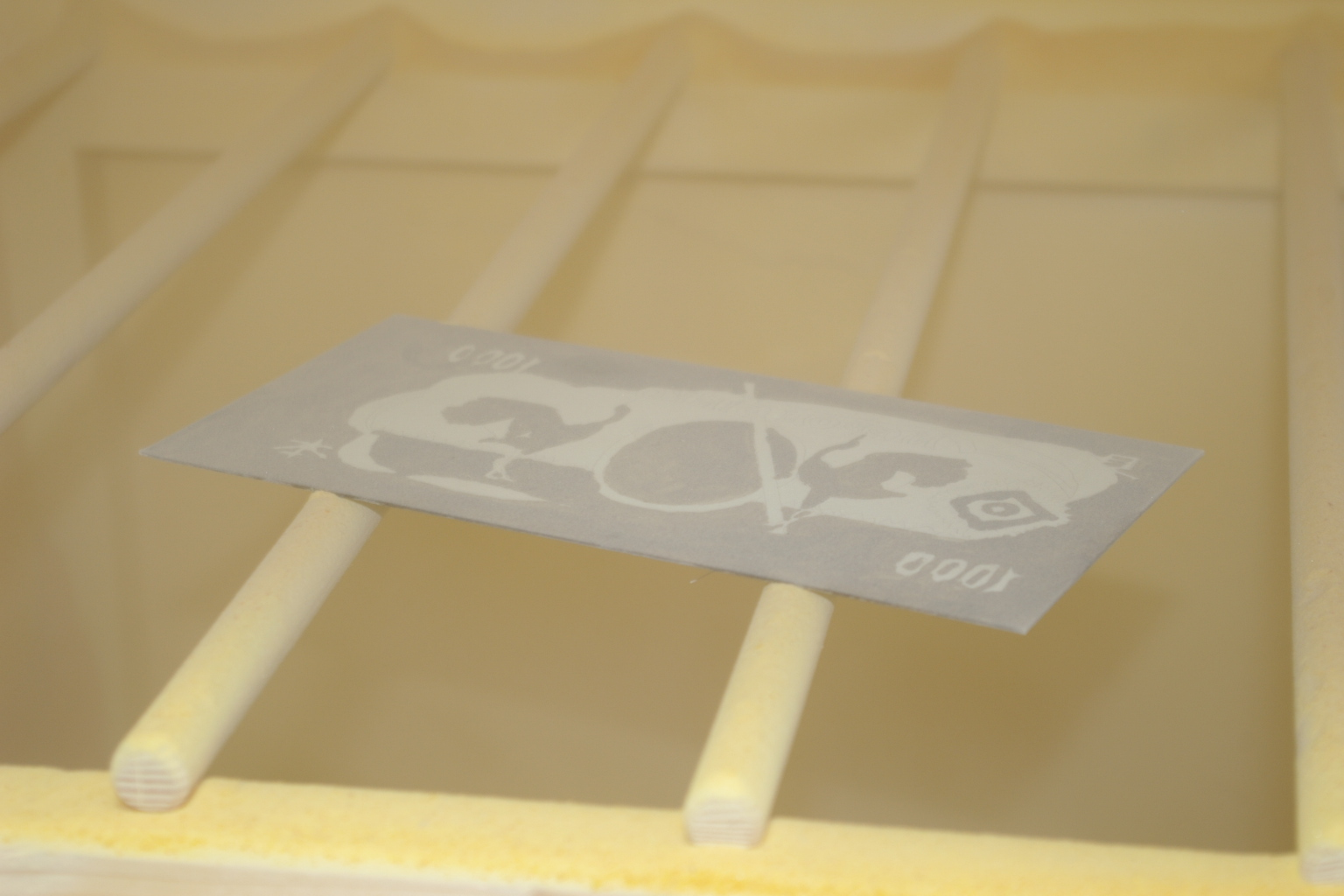
Plaque de zinc enduite de résine.

Le choix du grain est lié à l'effet souhaité :
- grain fort, relativement peu abondant : grenure marquée mais irrégulière ;
- grain fort et abondant : grenure peu marquée ;
- grain fin, relativement peu abondant : grenure marquée assez régulière ;
- grain fin et abondant : grenure peu marquée[10].

La cuisson doit être très précise : le risque est que le grain fonde trop sous l'effet de la chaleur et s'étale sur toute la surface de la plaque de métal empêchant ainsi la morsure de l'acide. « On constate une bonne cuisson lorsque la teinte générale change : l'aspect duveteux de la poudre fait place à un demi-éclat, d'apparence soyeuse, laissant transparaître le métal ».
Après refroidissement de la plaque, les zones devant rester sans aquatinte sont recouvertes par un vernis. La plaque peut alors être déposée dans l'acide. L'acide attaque la plaque dans les zones que les grains de résine fondus n'ont pas occultées. On obtient alors une grenure.
L'aquatinte permet d'obtenir des valeurs de gris léger à noir foncé suivant le temps de morsure, la densité de résine déposée, la grosseur du grain et les répétitions de grainage.
Après la morsure, la plaque sera nettoyée à l'alcool à brûler (grains de colophane) ou à l'essence de térébenthine (grains de bitume). Si certaines zones ont été protégées au vernis, on enlève le vernis avec du white-spirit ou de l'essence de térébenthine. Afin que l'encre pénètre bien, on aura soin de huiler les grenures et de tiédir la plaque. L'essuyage doit se faire tout en douceur et de façon uniforme. Il est déconseillé de finir l'essuyage par un paumage au blanc d'Espagne ; par contre, un dernier essuyage au papier de soie permet de donner à la grenure un aspect velouté.
L'estampe peut ensuite éventuellement être colorée, comme dans le cas du livre Les Oiseaux d'Amérique, de Jean-Jacques Audubon.

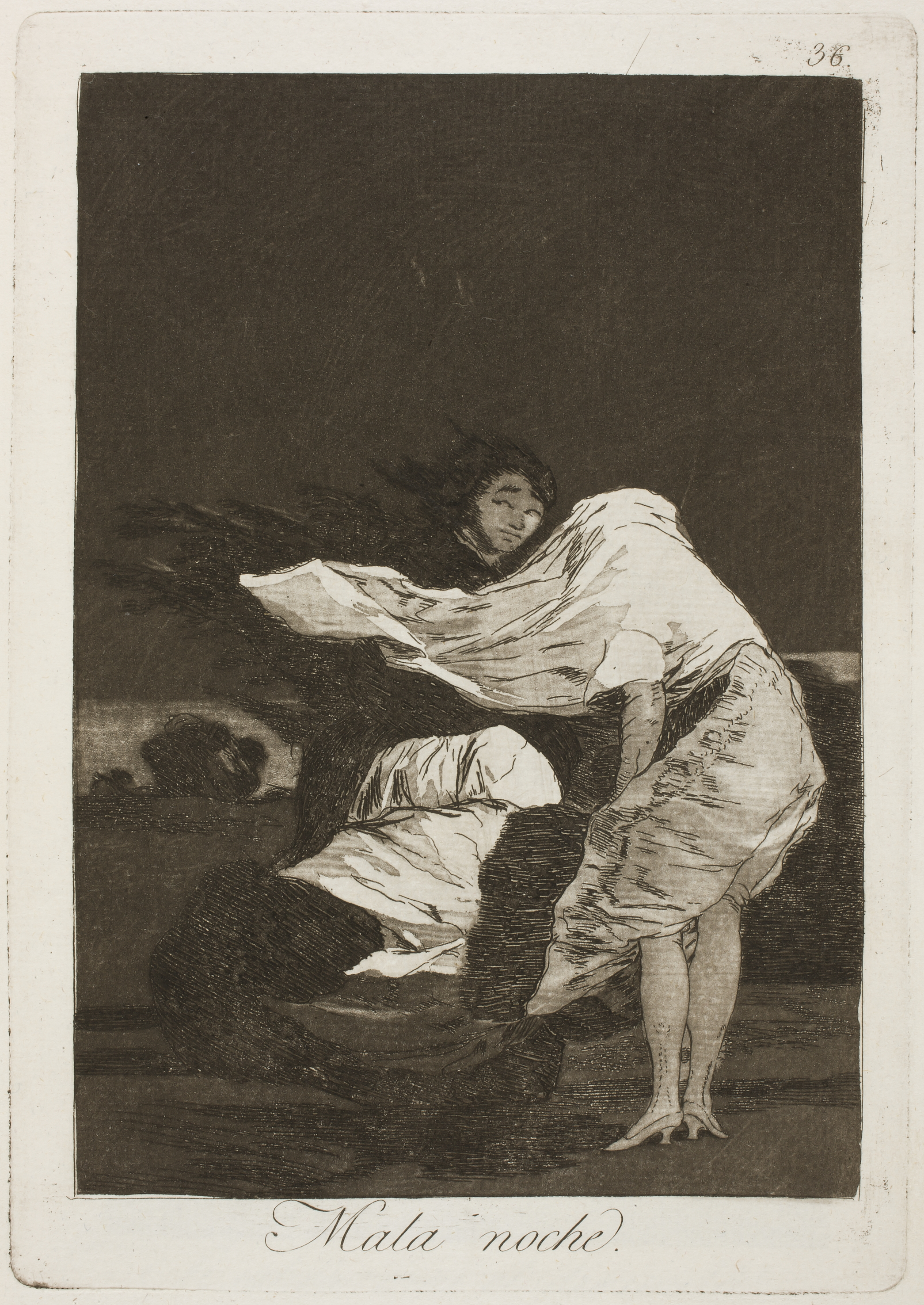
Mala noche, de la série Caprichos, de Francisco de Goya (c. 1798).
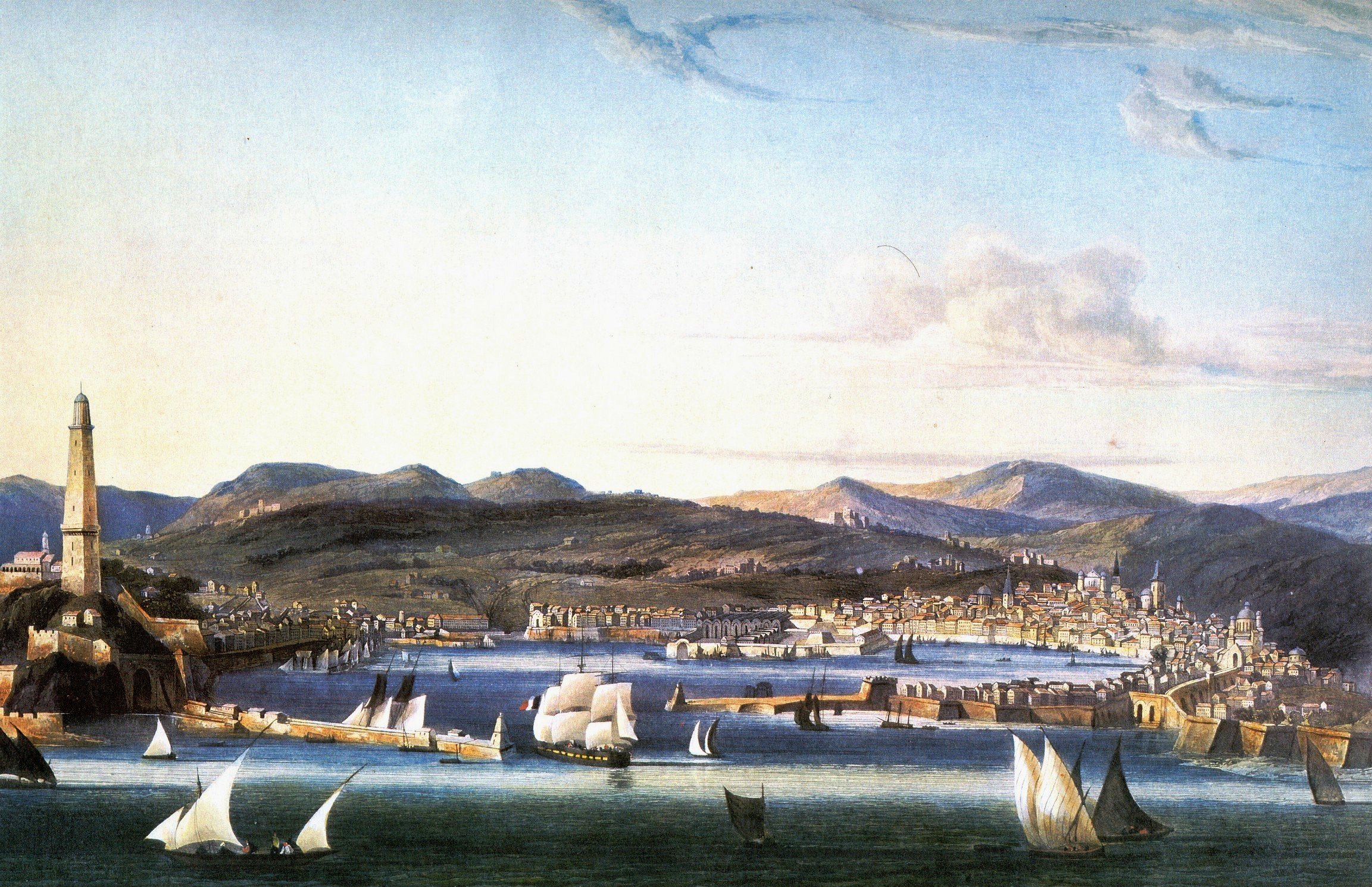
Ambroise Louis Garneray : Vue de Gênes (vers 1810).
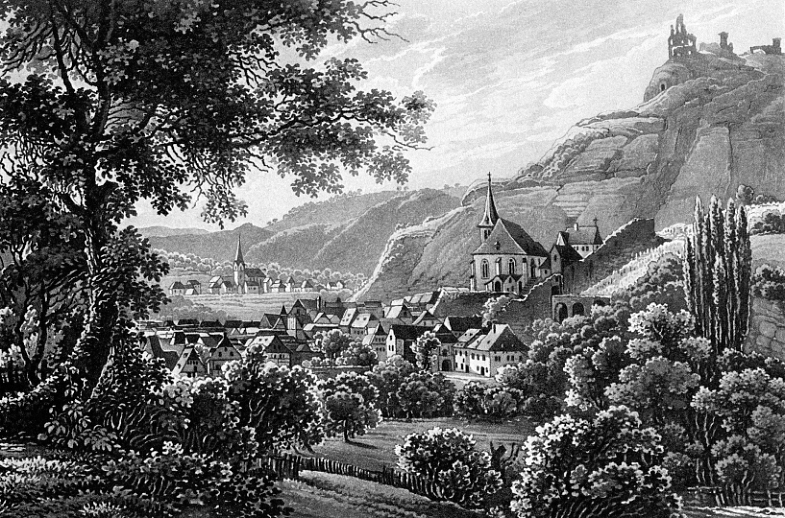
Aquatinte de Karl Bodmer (1841).

## Historique

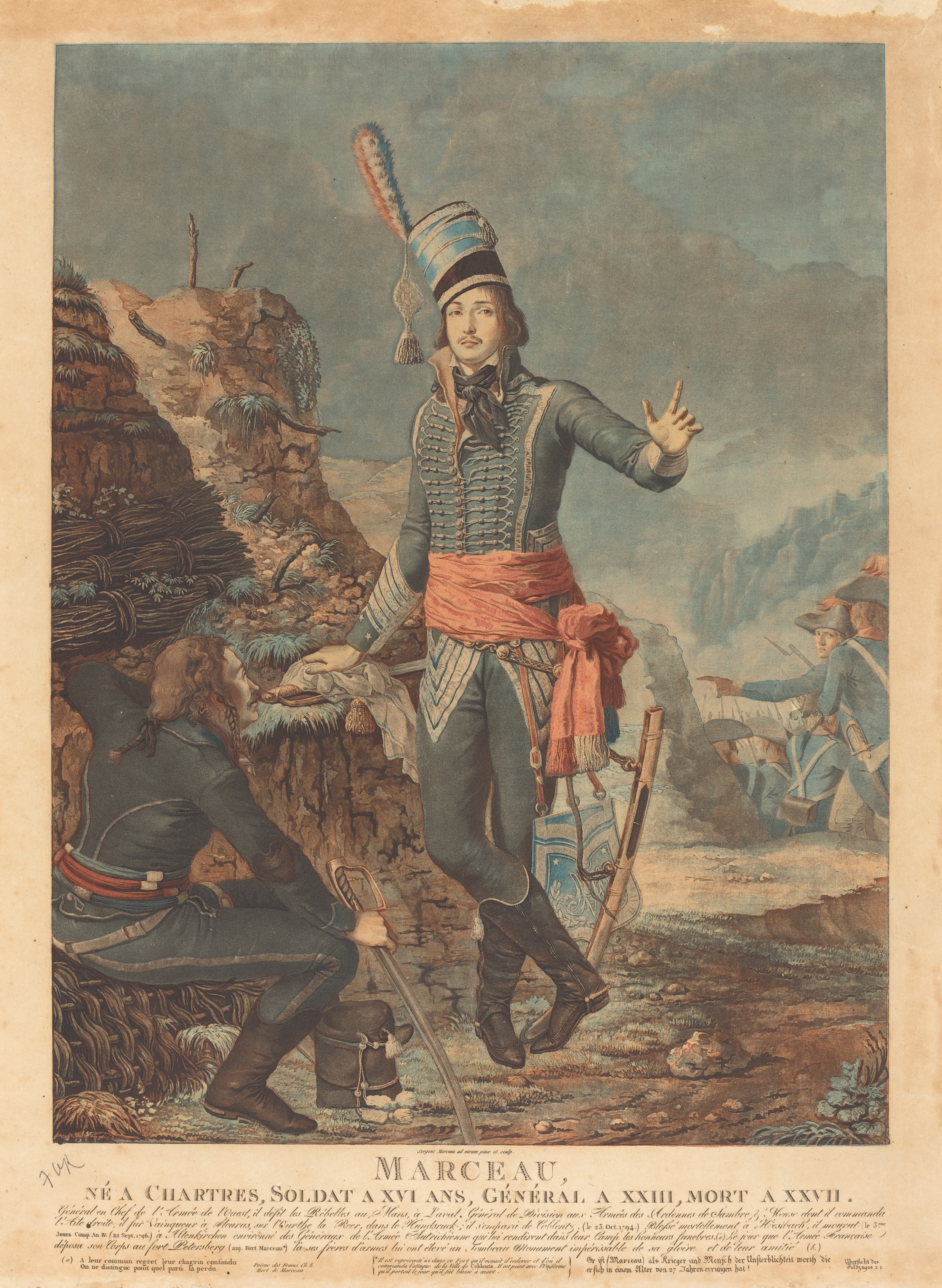
Marceau.

À l'origine de l'aquatinte, on retrouve au XVIIe siècle, un procédé dénommé « en manière de lavis ». Sa paternité est parfois attribuée à Jan van de Velde le Jeune.

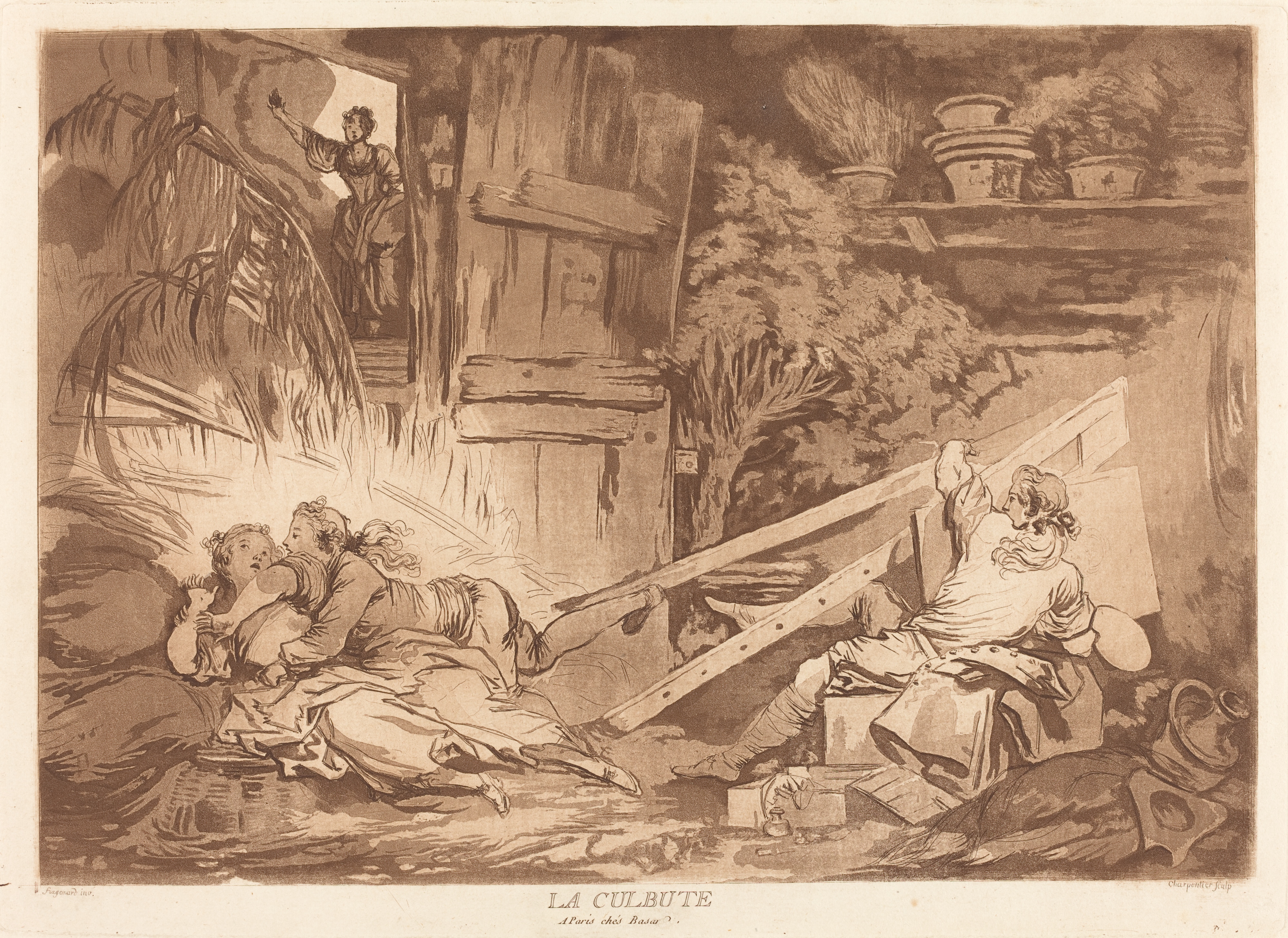
La Culbute aquatinte et eau-forte (1766, François-Philippe Charpentier d'après Jean-Honoré Fragonard).

Cependant, il faut attendre le XVIIIe siècle pour que l'aquatinte en tant que procédé soit mise au point. En juillet 1762, François-Philippe Charpentier annonce la création d'une machine « propre à graver dans la manière qui imite le bois ».
Avant 1768, le graveur français Jean-Baptiste Le Prince perfectionne la technique de l’aquatinte qu'il appelle « gravure en manière de lavis ». Ces découvertes, en dépit d'un succès critique durant le Salon de 1769, ne rencontrent après coup que peu d'enthousiasme dans le monde des graveurs français. Il faut attendre la fin du XVIIIe siècle et quelques modifications pour qu'on s'intéresse de nouveau à l'aquatinte. Vers 1800, François Aubertin met au point une nouvelle technique, qui connaît un fort succès à Paris, au début du Premier Empire. D'autres comme Philibert-Louis Debucourt se lancent à leur tour dans cette pratique.
De façon apparemment paradoxale, c'est l'essor de la photographie — et toute la période des années 1810-1820 portant sur l'héliographie — qui va relancer la technique de l'aquatinte, en particulier l'héliogravure au grain, mise au point par Karl Klietsch.

## Aquatinte au sucre
C'est une technique qui permet d'obtenir des aplats positifs. Elle permet d'obtenir une image construite par les aplats réalisés avec cette substance et qui ensuite seront attaqués par le mordant. La technique est différente avec l'aquatinte avec réserves. car les aplats de vernis donnent des images découpées. La solution de sucre est obtenue en le dissolvant à saturation dans un mélange d'encre de Chine (60 %) et d'eau (40 %). On peut aussi utiliser le mélange avec de la gouache ou de l'aquarelle dissoute dans de la colle arabique ou de la colle blanche avec de l'eau ou du lait condensé. Après avoir grainé la plaque et homogénéisé la solution de sucre, toutes les parties dont on souhaite qu'elles soient attaquées sont passées au pinceau. Après le séchage, on applique une couche de vernis fine et régulière sur toute la surface de la plaque. Quand le vernis est sec, on pose la plaque dans une cuvette et on verse de l'eau tiède dessus ou on peut utiliser une pomme de douche.
Quand le sucre s'est dilué, la solution s'évacue et la plaque grainée reste à découvert. Pour éliminer plus rapidement le sucre, on peut utiliser un coton pour frotter la plaque. Il est possible d'introduire la plaque dans le mordant avant que le sucre ne soit éliminé. Le mordant attaque irrégulièrement la plaque. Pour obtenir un double noir, un noir avec du relief, on fait le grainage après une morsure profonde. Quand la plaque a été rincée et décapée par cation du mordant, avant le grainage, on enlève l'adhésif qui protège l'envers de la plaque pour éviter qu'il ne brûle pendant que l'on fait chauffer la résine. La flamme doit être idéalement pas trop forte pour ne pas recuire le vernis, mais pas trop faible pour bien fixer la résine. On protège le revers de la plaque et on la plonge dans un mordant hollandais lent en contrôlant la morsure à la loupe jusqu'à obtenir le noir.